# Catechismo Minore di Westminster

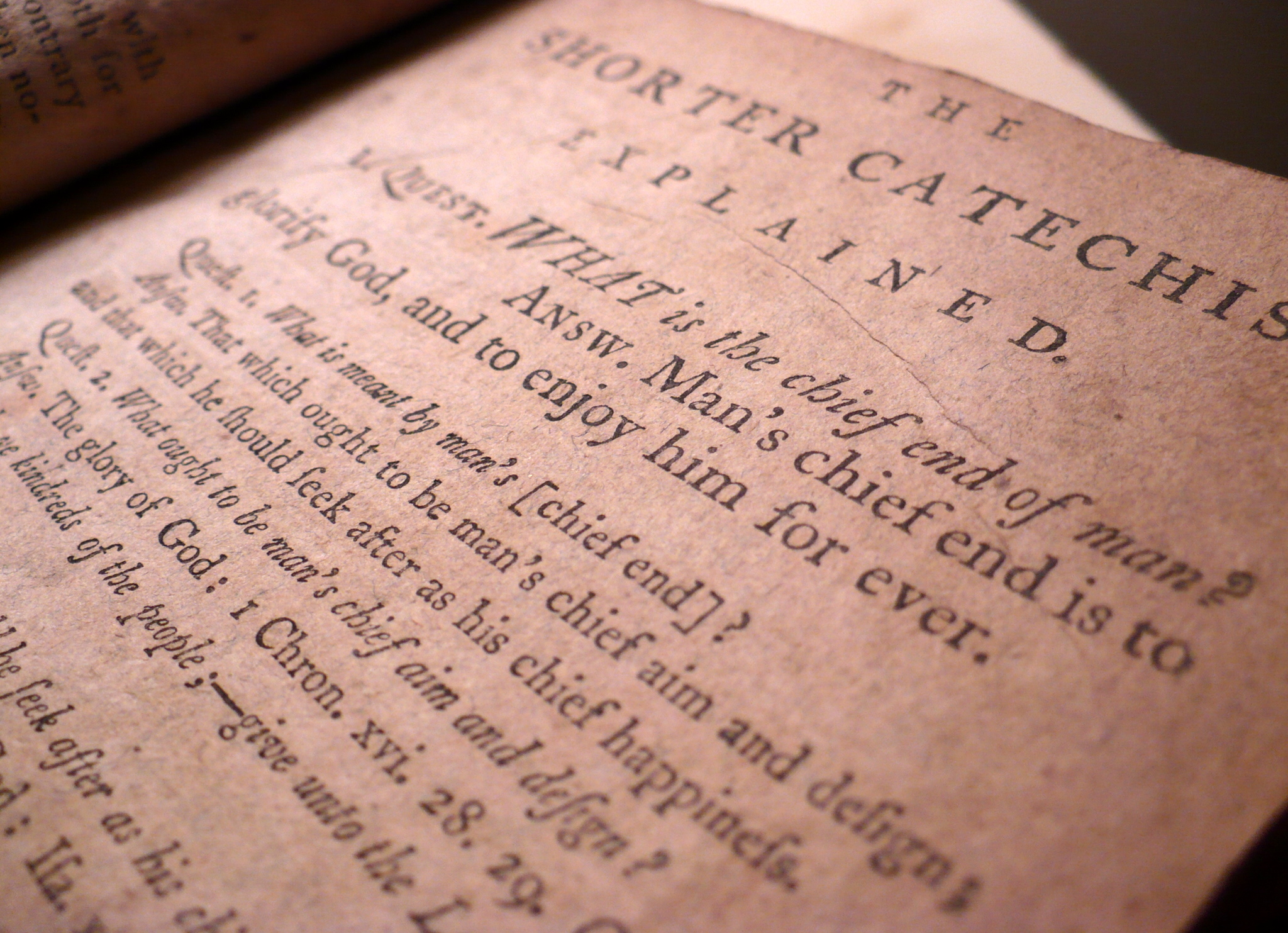
La prima pagina della nona edizione del Catechismo Minore di Westminster (Perth, 1785).

Il Catechismo Minore di Westminster (in inglese Westminster Shorter Catechism)  è un catechismo compilato negli anni 1640 da teologi riformati inglesi e scozzesi, ed è parte integrante dei Canoni di Westminster, intesi a riformare la fede e la pratica delle chiese cristiane delle isole britanniche secondo la prospettiva teologica del Calvinismo. Insieme alla Confessione di Fede ed al Catechismo Maggiore di Westminster, sono considerati i maggiori documenti dottrinali della Riforma protestante di lingua inglese. Completati nel 1640 dall'Assemblea di Westminster, furono presentati al Parlamento Lungo il 14 aprile 1648.

## Finalità
Scopo del Catechismo Minore di Westminster è quello di educare i laici nella dottrina cristiana riformata. Per questo è strutturato in una serie di domande e risposte brevi atte a facilitarne la memorizzazione. Destinato particolarmente ai genitori ed alle comunità cristiane per educare i bambini nella fede cristiana, il Catechismo Minore di Westminster era e rimane usato da diverse denominazioni protestanti pure per istruire i neofiti nella fede cristiana riformata, da accompagnarsi alla Confessione di fede e alla Bibbia.
Sebbene la Chiesa (riformata) di Scozia (chiamata la Kirk) avesse prodotto un "Nuovo Catechismo secondo la forma della Chiesa di Scozia" nel 1644 e fosse specificatamente rivolto ai bambini ed alla gioventù, esso non venne adottato dall'Assemblea dei Teologi di Westminster. Più tardi, però, si riconobbe come il Catechismo Minore non fosse adatto per i bambini più piccoli e per persone di debole capacità. A questo proposito si crearono vari altri catechismi, come il "Catechismo della Madre" (Mother's Catechism).
Il Primo Libro della Disciplina (1560) richiedeva se si riservasse la domenica pomeriggio per l'istruzione cristiana dei bambini, e questa pratica fu adottata nella Kirk dal ritorno in Scozia del Riformatore John Knox. La catechesi divenne parte della vita delle chiese (riformate) scozzesi per istruire il popolo attraverso il servizio reso da catechisti itineranti - pratica questa continuata fino a tutto il XIX secolo. La Chiesa (riformata) di Scozia approvò il Catechismo Minore di Westminster nel 1648 e da allora divenne il manuale standard di istruzione nella fede cristiana. In quanto, però, una parte significativa delle Highlands scozzesi parlava in gaelico, il Sinodo di Argyll del 1649 diede incarico ai suoi ministri di tradurre il Catechismo Minore di Westminster in quella lingua. Il risultato di quei lavori fu pubblicato nello stesso anno, ed il Catechismo Minore Gaelico continuò ad avere parte importante nella vita della chiesa per decenni anche quando esso si era cessata di utilizzarlo nelle chiese di lingua inglese. La Chiesa Libera di Scozia ancora dona una Bibbia a tutti i bambini che possono rispondere accuratamente alle sue 107 domande in una sola seduta.

## Composizione
Il Catechismo Minore di Westminster è composto da 107 domande e risposte. Le prime 12 domande riguardano Dio il Creatore. Le domande 13-20 trattano del peccato originale e della condizione decaduta dell'umanità. Le domande 21-38 riguardano Cristo il Redentore ed i benefici che conseguono alla Redenzione. Le domande 39-84 discutono i Dieci Comandamenti. Le domande 85-97 istruiscono sui sacramenti del Battesimo e della Cena del Signore. L'ultima serie di domande 98-107 spiegano il Padre nostro. Questa organizzazione ricalca quella del famoso Catechismo di Heidelberg.
La domanda più famosa è la prima:
Qual è lo scopo [il fine] principale della vita umana?
Lo scopo principale della vita umana è dare gloria a Dio e godere per sempre della sua presenza.

## Rielaborazioni e adozioni
Nel 1675 il presbiteriano Thomas Vincent, a Londra, pubblica una popolare esposizione di questo catechismo chiamata: "Il Catechismo minore spiegato" (The Shorter Catechism Explained). Più tardi, catechismi riformati come quello battista del Keach imitano il Catechismo minore di Westminster sulla maggior parte dei punti, eccetto quello che riguarda il battesimo dei bambini.
Questo catechismo fu adottato dal Sinodo Presbiteriano di New York e Philadelphia nel 1788, e da quasi tutte le chiese presbiteriane calviniste e congregazionaliste di lingua inglese. È stato pure tradotto in Greco, Ebraico, Arabo, come pure in molte altre lingue, ed è apparso in innumerevoli edizioni. Sebbene non sia molto conosciuto nell'Europa continentale, esso è stato estensivamente usato più di qualsiasi altro catechismo protestante, ad eccezione forse del Piccolo Catechismo di Lutero e dal Catechismo di Heidelberg.